# Живов, Анатолий Павлович
Анатолий Павлович Живов (19 июля 1925, с. Кузьмищево, Калужская губерния — 7 апреля 1944, Тернополь) — рядовой Рабоче-крестьянской Красной Армии, Герой Советского Союза (1944, посмертно).

## Биография
В 1931 году семья Толи переехала в Москву и поселилась в Стрельбищенском переулке, д. 5, корпус 17, кв. 2. Анатолий Живов работал в Москве учеником слесаря на авиационном заводе, затем токарем Трехгорной мануфактуры. 17-летний Анатолий был осуждён трибуналом за поломку станка на производстве к двум годам заключения, отправлен в Казахстан, в мае 1943 добился замены отбытия наказания отправкой на фронт. Призван Джизкурганским (так в документе) райвоенкоматом Карагандинской области, или Джезказганским райвоенкоматом Курганской области. С 5 мая по 18 сентября 1943 — на Южном фронте, по 1 февраля 1944 — на 4-м Украинском фронте, затем на 1-м Украинском фронте.
В ходе Проскуров-Черновицкой операции, в уличном бою в г. Тарнополь (ныне Тернополь, Западная Украина) телефонист взвода связи 827-го полка 302-й стрелковой дивизии 60-й армии Анатолий Живов погиб, закрыв телом амбразуру вражеского дзота. Похоронен в городском парке Тарнополя, перезахоронен в парке Славы, ряд 3, могила 6.

## Награды
8 апреля 1944 г., то есть через день после гибели Живова, командир 827 стрелкового полка представил его к ордену Славы третьей степени. В представлении не говорилось о гибели красноармейца и о посмертном награждении. Подвиг описывался так: «товарищ Живов в боях с немецкими захватчиками в г. Тарнополе, будучи связным от батальона с ротами, чётко и в срок передавал все боевые приказания. Под сильным артиллерийским ружейно-пулемётным огнём противника исправил 7 порывов на линии». 17 апреля 1944 года командиром 302-й стрелковой дивизии гвардии полковником Н. П. Кучеренко Живов был награждён (также без указания на посмертный статус) медалью «За отвагу». На другой день, 18 апреля, командир стрелкового полка майор Наумов представил Живова к званию Героя Советского Союза посмертно; в этом представлении последний подвиг Анатолия был описан так:
«Бой гремел на улицах города Тарнополь. Противник укрепился в тюрьме и крепко держал её. Нашей пехоте не удавалось прорвать его оборону, потому что перед тюрьмой была стена. В стене противник пробил амбразуры и огнем из пулеметов и гранатометов беспрерывно уничтожал наступающие наши штурмовые группы. Огонь из одной амбразуры особенно сильно уничтожал наступающих бойцов. Когда командование решило уничтожить огневую точку этой амбразуры, то товарищ Живов, будучи в действующей штурмовой группе, заявил добровольно пойти и забросать эту амбразуру бутылками с горючей смесью. Под прикрытием ружейно-пулеметного огня штурмовой группы связист, комсомолец Анатолий проник к амбразуре, забросал её сперва бутылками с горючей смесью, а когда противник не прекращал огонь из неё, он собственным телом закрыл её».
23 сентября 1944 А. П. Живову посмертно присвоено звание Героя Советского Союза. На тот момент Живов был самым молодым Героем, до присвоения в 1945 г. (также посмертно) звания Героя Юрию Костикову, который на момент гибели был на год моложе. При этом Живов и Костиков учились в одной и той же школе, которая теперь носит их имена.

## Память
- Живов почётный гражданин города Тернополя, в «Старом парке» Тернополя ему воздвигнут памятник, одна из улиц Тернополя была названа его именем до 11 июля 2022 года, также на стене дома № 2 по улице Гетмана Сагайдачного со стороны бульвара Тараса Шевченко установлена мемориальная доска, однако в июле 2022 демонтирована. Надпись на доске:

| Текст на украинском языке Тут, весною 1944 року, в боях за Тернопіль 19-річний солдат АНАТОЛІЙ ЖИВОВ закрив своїм тілом амбразуру фашистського дзоту. За мужній подвиг йому посмертно присвоєно звання Героя Радянського Союзу | Перевод на русский язык Здесь, весной 1944 года, в боях за Тернополь 19-летний солдат АНАТОЛИЙ ЖИВОВ закрыл своим телом амбразуру фашистского дзота. За мужественный подвиг ему посмертно присвоено звание Героя Советского Союза |

- Именем Живова в 1965 году названа одна из улиц Москвы (ранее 6-я Звенигородская)
- 7 августа 2015 года московской школе № 2055 присвоено имя Героев Советского Союза Анатолия Живова и Юрия Костикова, с установкой мемориальной доски на территории школы

- В городе Тарусе установлена мемориальная доска памяти Живова и ещё четверых Героев Советского Союза
- О Живове снят документальный фильм "Парень с "Трёхгорки"